# San Antonio
Pour les articles homonymes, voir San Antonio (homonymie).
La ville de San Antonio (en anglais [ˌsænænˈtoʊnioʊ], littéralement « Saint-Antoine » en espagnol) est le siège du comté de Bexar, dans le sud de l'État du Texas, aux États-Unis. Lors du recensement fédéral de 2020, sa population était de 1 434 625 habitants, ce qui en fait la septième ville du pays et la seconde du Texas. Son aire urbaine, quant à elle, regroupait 2 558 143 habitants en 2020 (la 25e des États-Unis).
San Antonio est une importante ville militaire ainsi qu'un centre de la haute technologie et du tourisme (dont la principale attraction est l'Alamo, où Davy Crockett et ses compagnons trouvèrent la mort en 1836 en résistant à l'armée mexicaine). D'importants équipements de l'Armée et de l'Armée de l'air américaines sont à proximité (la base militaire de Fort Sam-Houston et les bases aériennes Lackland et Randolph). San Antonio est surnommée « Petite Venise du Texas » à cause des canaux qui traversent son centre-ville. Elle est visitée par 20 millions de personnes chaque année.
Le nom de la ville est celui de Saint Antoine de Padoue car l'expédition espagnole découvrit la région, en 1691, le jour de la fête de ce saint. De plus, les Missions de San Antonio à l'origine de la ville sont des missions franciscaines, et Antoine de Padoue est issu de la famille franciscaine. San Antonio abrite le premier musée d'art moderne du Texas, le Marion Koogler McNay Art Museum. La ville est traversée par la rivière San Antonio.

## Histoire

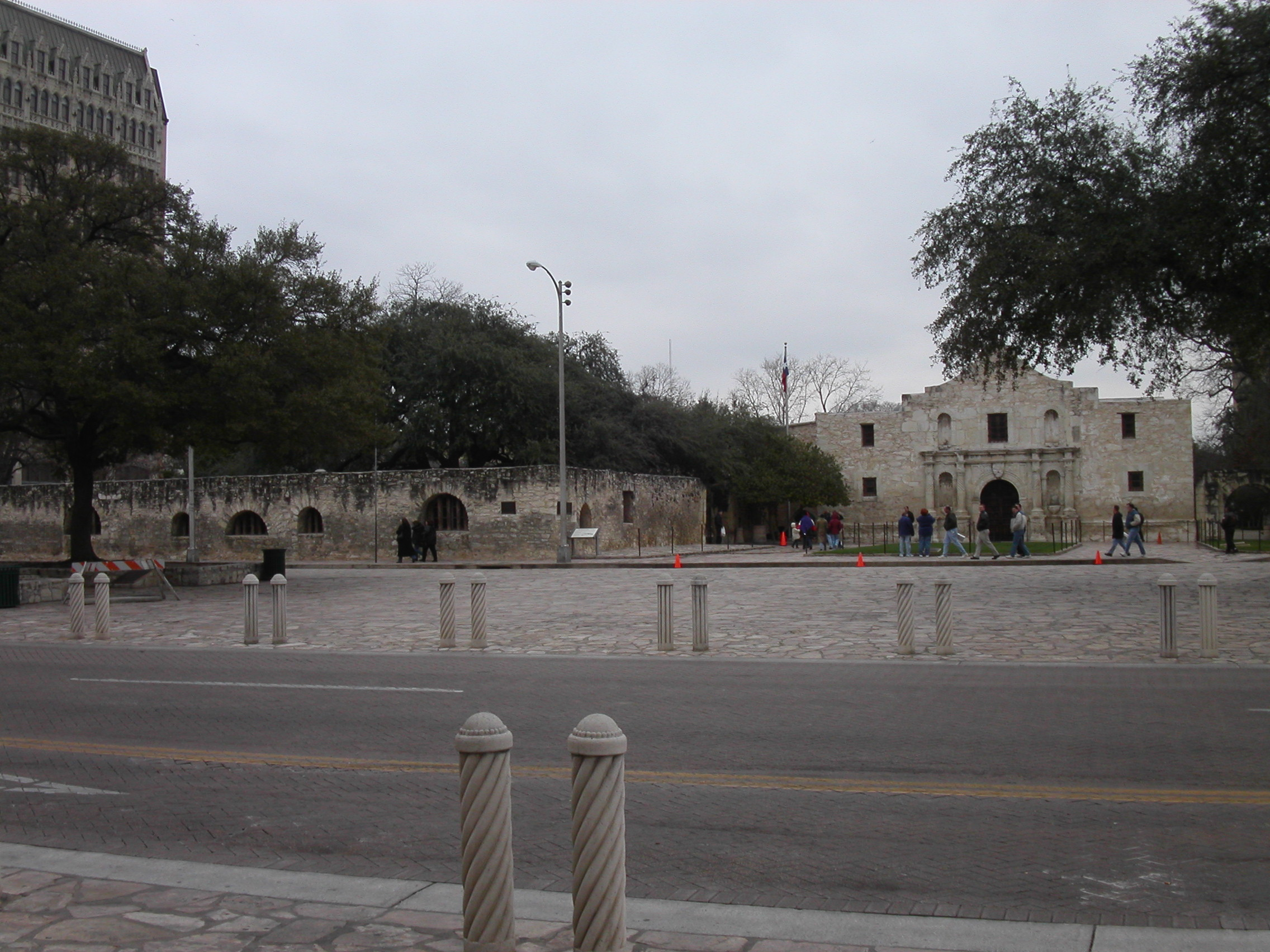
La chapelle de la mission Alamo.

Des Amérindiens vivaient originellement le long du fleuve San Antonio et appelaient les environs Yanaguana : « eaux rafraîchissantes ».
En 1691 un groupe d'explorateurs et de missionnaires espagnols arrivèrent dans la région le jour de Saint Antoine, et nommèrent ainsi le fleuve. La ville fut quant à elle fondée en 1718 par le Père Antonio Olivares en tant que Mission San Antonio de Valero. Grâce aux efforts de colons venus des îles Canaries, celle-ci devint vite une colonie à part entière.
La Mission Alamo, qui se situait en 1836 près de la ville et est aujourd'hui incluse dans le district historique d'Alamo Plaza, fut à l'époque le théâtre d'un siège de l'armée mexicaine. Fort Alamo, totalement absorbé par San Antonio, est depuis devenu un musée situé au cœur du centre-ville et entouré de nombreux hôtels et attractions touristiques, notamment un cénotaphe, monument commémorant le siège.

## Environnement, énergie, développement durable
Dans un État très marqué par le pétrole, mais qui constate aussi l'appauvrissement de cette ressource, cette ville est la première aux États-Unis à avoir proactivement décidé, avec son fournisseur d'énergie d'entrer dans la troisième révolution industrielle, telle que la propose Jeremy Rifkin. Le plan municipal inclut une programmation de bâtiments positifs en énergie, de systèmes de production et stockage d'hydrogène et l'utilisation de véhicules électriques ou à pile à hydrogène utilisables comme réservoir d'énergie connectables au réseau électrique. Un objectif est de diminuer les besoins de l'agglomération de 771 mégawatts (par l'efficience énergétique et les économies d'énergie) avant 2020.

## Géographie

### Localisation
La ville de San Antonio est située au sud-ouest de la ville de Austin. Selon le Bureau de recensement, la ville a une superficie totale de 1 067,3 km2, dont 11,7 km2 sont constitués de plans d'eau. Elle s'élève à 198 mètres par rapport au niveau de la mer.
Les villes de Grey Forest et d'Olmos Park sont des enclaves dans la ville de San Antonio.

### Transports
- L'aéroport international de San Antonio est situé à 13 km au nord du centre-ville.
- La gare de San Antonio est reliée à Los Angeles, Chicago et La Nouvelle-Orléans.

### Climat
Le climat de San Antonio climat subtropical humide est proche de la limite entre le climat subtropical humide, typique des États du sud-est, et le climat semi-aride chaud, plus typique du sud-ouest. L'hiver est doux et l'été est extrêmement chaud, mais un peu moins humide que dans les autres grandes villes du Texas. Les températures de 40 °C à l’ombre ne sont pas rares. La température descend assez rarement en dessous de 0 °C (on enregistre des températures inférieures à 0 °C en moyenne 22 jours par an) et les chutes de neige sont rares.
| Mois                                | jan. | fév. | mars | avril | mai   | juin | jui. | août | sep. | oct. | nov. | déc. | année |
| ----------------------------------- | ---- | ---- | ---- | ----- | ----- | ---- | ---- | ---- | ---- | ---- | ---- | ---- | ----- |
| Température minimale moyenne (°C)   | 3,3  | 5,2  | 9,8  | 14,7  | 18,7  | 22,6 | 23,9 | 23,6 | 20,7 | 14,9 | 9,3  | 4,9  | 14,3  |
| Température moyenne (°C)            | 9,6  | 11,9 | 16,5 | 20,7  | 24,2  | 27,9 | 29,4 | 29,4 | 26,3 | 21,2 | 15,8 | 11,2 | 20,3  |
| Température maximale moyenne (°C)   | 16   | 18,7 | 23,1 | 26,8  | 29,6  | 33,2 | 35   | 35,2 | 31,8 | 27,6 | 22,2 | 17,5 | 26,4  |
| Précipitations (mm)                 | 43,4 | 46   | 38,6 | 63,5  | 107,2 | 96,8 | 54,9 | 64,5 | 86,6 | 80,5 | 66,5 | 38,4 | 786,9 |
| Nombre de jours avec précipitations | 5,4  | 4,7  | 4,6  | 5,2   | 6,6   | 5,1  | 3,4  | 4,3  | 6    | 5,4  | 4,9  | 4,8  |       |

## Démographie
| Groupe          | San Antonio | Texas | États-Unis |
| --------------- | ----------- | ----- | ---------- |
| Blancs          | 72,6        | 70,4  | 72,4       |
| Autres          | 13,7        | 10,6  | 6,4        |
| Afro-Américains | 6,9         | 11,9  | 12,6       |
| Métis           | 3,4         | 2,7   | 2,9        |
| Asiatiques      | 2,4         | 3,8   | 4,8        |
| Amérindiens     | 0,9         | 0,7   | 0,9        |
| Total           | 100         | 100   | 100        |
|                 |             |       |            |
| Hispaniques     | 63,2        | 37,6  | 16,7       |

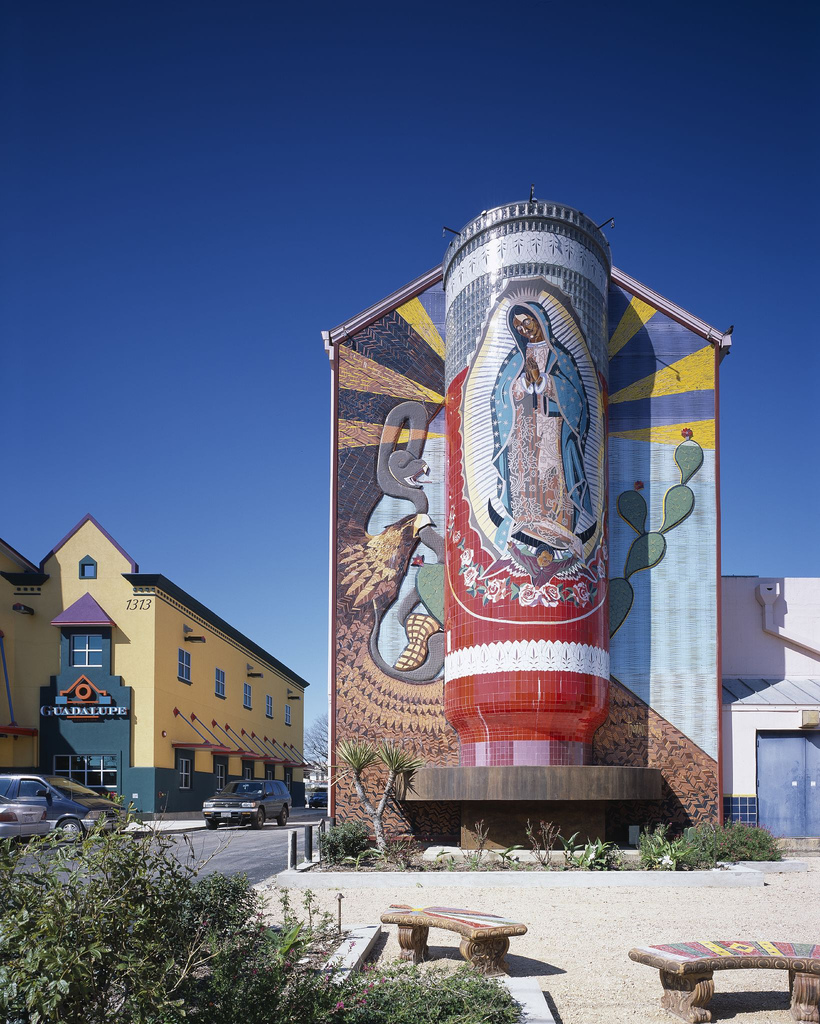
Façade d'un bâtiment représentant la Vierge de Guadalupe.

Selon l'American Community Survey, pour la période 2011-2015, 55,71 % de la population âgée de plus de 5 ans déclare parler anglais à la maison, alors que 40,54 % déclare parler l’espagnol et 3,75 % une autre langue.

## Politique et administration
San Antonio est dirigée par un gouvernement à gérance municipale. Le conseil municipal est formé de dix membres et d'un maire, élus pour un mandat de deux ans.
| Identité                          | Période          | Période         | Durée                      |
| Identité                          | Début            | Fin             | Durée                      |
| --------------------------------- | ---------------- | --------------- | -------------------------- |
| Howard W. Peak (en) (1948 - 2024) | 1er juin 1997    | 31 mai 2001     | 3 ans, 11 mois et 30 jours |
| Edward D. Garza (en) (né en 1969) | 1er juillet 2001 | 7 juillet 2005  | 4 ans et 6 jours           |
| Phil Hardberger (en) (né en 1934) | 7 juin 2005      | 1er juin 2009   | 3 ans, 11 mois et 25 jours |
| Julián Castro (né en 1974)        | 1er juin 2009    | 22 juillet 2014 | 5 ans, 1 mois et 21 jours  |
| Ivy Taylor (en) (née en 1970)     | 22 juillet 2014  | 21 juin 2017    | 2 ans, 10 mois et 30 jours |
| Ron Nirenberg (né en 1977)        | 21 juin 2017     | 18 juin 2025    | 7 ans, 11 mois et 28 jours |
| Gina Ortiz Jones (née en 1981)    | 18 juin 2025     |                 |                            |

## Monuments
- District historique de La Villita
- Tower of the Americas.

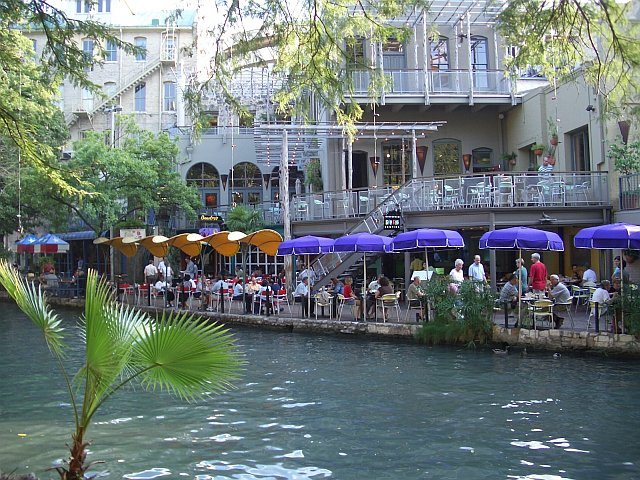
San Antonio, le quartier touristique.

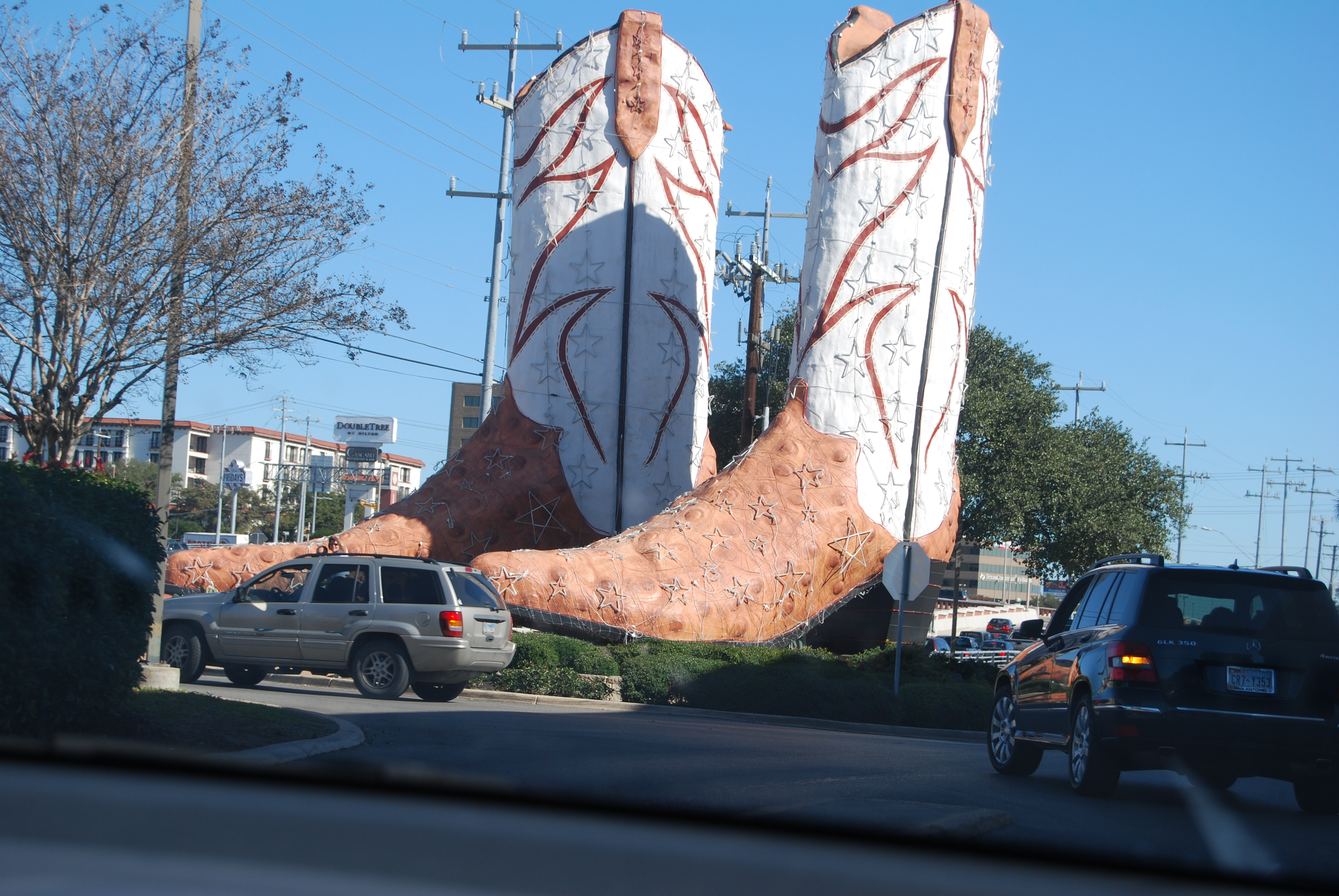
Entrée du centre commercial North Star Mall.

- San Antonio Missions National Historical Park : vestiges de l'Espagne coloniale.
- San Antonio River Walk : canaux qui ont valu à la cité le surnom de « Venise des Amériques ».
- Hipolito F. Garcia Federal Building and United States Courthouse, inscrit au Registre national des lieux historiques depuis 2000.
- Hôtel Crockett : membre des Historic Hotels of America

## Sports
| Club                   | Ligue                     | Enceinte                          | Fondation | Titre de champion |
| ---------------------- | ------------------------- | --------------------------------- | --------- | ----------------- |
| Spurs de San Antonio   | NBA (basketball)          | Frost Bank Center                 | 1967      | 5                 |
| Rampage de San Antonio | LAH (hockey)              | Frost Bank Center                 | 2002      | 0                 |
| San Antonio Missions   | Ligue mineure de baseball | Nelson W. Wolff Municipal Stadium | 1933      | 13                |
| San Antonio FC         | USL Championship          | Toyota Field                      | 2016      | 1                 |

## Personnalités liées à la ville
- Canary Conn (née en 1949), artiste et autrice américaine ayant grandi dans la ville.
- David Miklos (1970-), écrivain et professeur mexicain.
- Angel Navarro (1748-1808), leader espagnol d'origine corse s'est installée à San Antonio.

## Jumelages
- Chennai (Inde)
- Guadalajara (Mexique) depuis 1974
- Gwangju (Corée du Sud) depuis 1981
- Kaohsiung (Taïwan) depuis 1981
- Kumamoto (Japon) depuis 1987

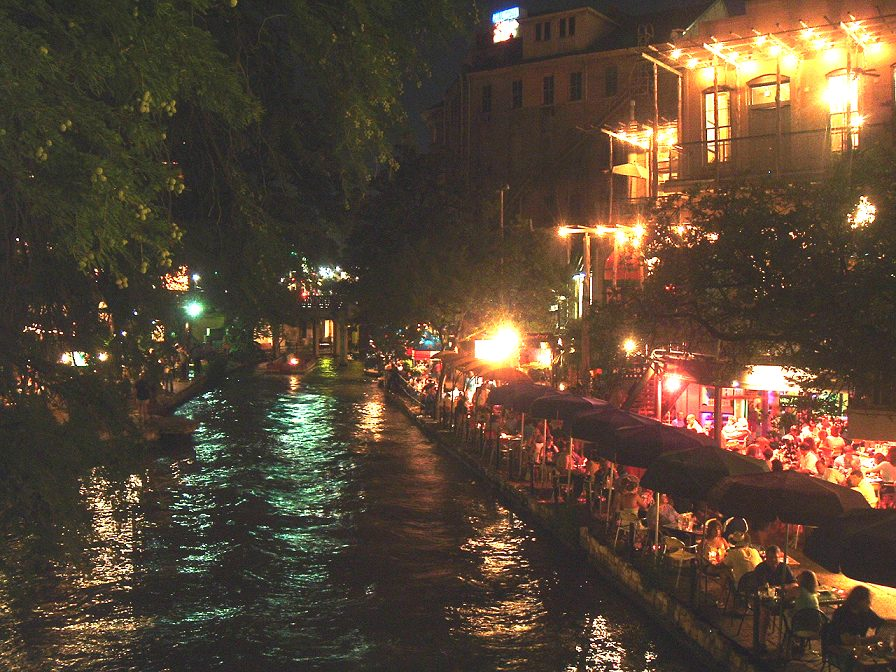
San Antonio la nuit

- Las Palmas de Gran Canaria (Espagne) depuis 1975
- Monterrey (Mexique) depuis 1953
- Santa Cruz de Tenerife (Espagne) depuis 1983[13]